# 共生魔神ぐりりんパンチャー
共生魔神ぐりりんパンチャーはバンダイから発売された食玩シリーズ。
モーターを搭載して駆動し、対戦する玩具であり、漫画家藤崎竜がデザインを手がけることも特徴になっている。

## 登場キャラクター

### パンチャー
初弾
勇魔神リューオ
海魔神カイオ
拳魔神ガイアン
爪魔神カリネラ
刀魔神マキマキナ
第二弾にて登場
勇魔神リューオ　パワーアップバージョン
ぐりりんガムの力で腕が変化し、より強くなった姿。
両腕に竜が現れ、巻きついた形になった。
拳を握って戦う。
光の属性を持つ。竜の腕は未知の強さを秘めており、必殺技はシャイニングドラゴン。
海魔神カイオ　パワーアップバージョン
ぐりりんガムの力で腕が変化し、より強くなった姿。
流線型が多用されるデザイン。肩が大きくなり、荒波のような形になった。
水中の生き物のヒレのような腕を持つ。
水の属性を持つ。雷のように動き、必殺技はオーシャンサンダー。
聖魔神アペラシオン
腕が翼になっているどこか優雅なパンチャー。
装甲からのぞく目が閉じられているのが特徴的。
風の属性を持つ。聖なる嵐を使い、必殺技はセイントストーム。
炎魔神メラナイト
中世ヨーロッパの甲冑のようなパンチャー。
手刀を構えて戦う。
炎の属性を持つ。闇の炎を使い、必殺技はデスフレイム。
暴魔神ファンクス
体のところどころにとげを持ち、攻撃的な印象のパンチャー。
腕はチェーンソーになっている。
破壊の属性を持つ。必殺技はロッキンチェーンソー。

### パートナートモン
パートナートモンとはそれぞれのパンチャーを操縦する搭乗者。
短くトモンと表記することが多い。
初弾

第二弾
リューオのトモン　タイヨウ
カイオのトモン　ゼバーキ
アペラシオンのトモン　シルヴァン
メラナイトのトモン　エンマ
ファンクスのトモン　ガキム
付属の説明書には一箇所だけ各トモンのイラストが使われ吹き出しに説明が載る。
そこから各トモンの口調や性格を想像することができる。

## 経歴
2006年10月　ぐりりんパンチャー発売
- 全5種。

2006年10月頃　集英社「Vジャンプ」にて読みきり漫画が掲載
- デザインを担当する漫画家、藤崎竜の手による。

2007年2月　第二弾として「新たなる戦い編」発売
- 同じく全5種。
- 主役機、ライバル機の位置づけとなるリューオとカイオのバージョンアップ版と、新たなパンチャー3機で構成される。